# Градина (Шибеник)
Градина је насељено мјесто код Шибеника у Далмацији. Припада граду Шибенику, у Шибенско-книнској жупанији, Република Хрватска.

## Географија
Налази се 7 км сјевероисточно од Шибеника, на путу Шибеник — Дрниш, а код села се одваја пут према Скрадину и Скрадинском буку.

## Становништво
Према попису из 1991. године, Градина је имала 393 становника, 252 Хрвата, 116 Срба, 7 Југословена и 18 осталих. Према попису становништва из 2011. године, насеље Градина је имало 303 становника.
| Демографија | Демографија | Демографија |
| Година      | Становника  | Становника  |
| ----------- | ----------- | ----------- |
| 1961.       | 574         |             |
| 1971.       | 511         |             |
| 1981.       | 403         |             |
| 1991.       | 393         |             |
| 2001.       | 333         |             |
| 2011.       |             | 303         |

## Попис 1991.
На попису становништва 1991. године, насељено место Градина је имало 393 становника, следећег националног састава:
| Попис 1991.‍  | Попис 1991.‍  | Попис 1991.‍ | Попис 1991.‍ | Попис 1991.‍ |
| ------------ | ------------ | ----------- | ----------- | ----------- |
|              |              |             |             |             |
| Хрвати       | Хрвати       |             | 252         | 64,12%      |
| Срби         | Срби         |             | 116         | 29,51%      |
| Југословени  | Југословени  |             | 7           | 1,78%       |
| Црногорци    | Црногорци    |             | 1           | 0,25%       |
| неопредељени | неопредељени |             | 9           | 2,29%       |
| непознато    | непознато    |             | 8           | 2,03%       |
| укупно: 393  |              |             |             |             |

## Презимена
- Бркић — Православци, славе Св. Николу
- Кнежић — Православци, славе Св. Николу